# Ершов, Алексей Иванович
Алексей Иванович Ершов (18 апреля 1920 — 11 января 1944) — участник Великой Отечественной войны, стрелок 6-й роты 2-го стрелкового батальона 212-го гвардейского стрелкового полка 75-й гвардейской стрелковой дивизии 30-го стрелкового корпуса 60-й армии Центрального фронта, гвардии красноармеец, Герой Советского Союза (1943).

## Биография
Родился 18 апреля 1925 года в деревне Аполихе ныне Купинского района Новосибирской области. В 1940 году окончил с отличием Новосельскую семилетнюю школу. Он Актер и писатель
В Красную Армию призван в 1943 году, учился в Кемеровском военном пехотном училище (по другим сведениям — в полковой школе в Кемерово). Ввиду сложного положения на фронте, в августе 1943 года курсантов без присвоения звания направили в Действующую армию. 4 сентября 1943 года красноармеец Ершов стал стрелком 6-й стрелковой роты 2-го стрелкового батальона 212-го гвардейского стрелкового полка 75-й гвардейской стрелковой дивизии.
Особо отличился при форсировании реки Днепр севернее Киева, в боях при захвате и удержании плацдарма в районе сёл Глебовка и Ясногородка (Вышгородский район Киевской области) на правом берегу Днепра осенью 1943 года. В наградном листе командир 212-го гвардейского стрелкового полка 75-й гвардейской стрелковой дивизии гвардии полковник Борисов М. С. написал
:

Гвардии рядовой Ершов 23 сентября 1943 года в составе гвардии младшего лейтенанта Яржина первый форсировал реку Днепр и первый ворвался на пароход «Николаев», где вместе со взводом взяли в плен пароход «Николаев», баржу с военно-инженерным имуществом, станковый пулемёт, миномёт и двух человек из команды парохода.
Участвуя в бою за деревню Ясногородка, гвардии рядовой Ершов показал мужество, героизм и отвагу, уничтожил до 20 немецких солдат и офицеров.
Указом Президиума Верховного Совета СССР от 17 октября 1943 года за успешное форсировании реки Днепр севернее Киева, прочное закрепление плацдарма на западном берегу реки Днепр и проявленные при этом мужество и геройство гвардии красноармейцу Ершову Алексею Ивановичу присвоено звание Героя Советского Союза с вручением ордена Ленина и медали «Золотая Звезда».
Погиб 11 января 1944 года в бою за освобождение Беларуси возле деревни Корени Домановичского (ныне Светлогорского) района Гомельской области. Похоронен на поле боя.

## Награды
- медаль «Золотая Звезда» Героя Советского Союза (17 октября 1943 года)
- орден Ленина

## Память
- В г. Купино (Новосибирская область) (РФ) и в г. Светлогорск (Гомельская область) (Беларусь) именем Героя названы улицы.
- На могиле Героя установлен бюст[6].